# Rém
Rém é um município da Hungria, situado no condado de Bács-Kiskun. Tem 39,93 km² de área e sua população em 2015 foi estimada em 1.233 habitantes.